# Federação Nigeriana de Voleibol
A Federação Nigeriana de Voleibol  (em inglêsːNigeria Volleyball Federation,NVBF) é  uma organização fundada em 1972 que governa a pratica de voleibol em Nigéria, sendo membro da Federação Internacional de Voleibol e da Confederação Africana de Voleibol, a entidade é responsável por  organizar  os campeonatos nacionais de  voleibol masculino e feminino no país.